# Jules-Laurent-Benjamin Morelle
 (novembre 2021).
- Si vous ne connaissez pas le sujet, laissez ce bandeau (vous pouvez alors contacter les auteurs).
- Si vous supprimez le contenu mis en cause (vous pouvez préalablement contacter les auteurs),

argumentez précisément cette suppression dans la page de discussion
(un manque de référence n'est pas un argument ; une recherche réelle de référence doit avoir été effectuée, être formellement documentée).
Jules-Laurent-Benjamin Morelle, né le 16 mai 1849 à Le Plessier-Rozainvillers (Somme), mort le 9 janvier 1923 à Saint-Brieuc (Côtes-du-Nord), est un prélat français qui fut évêque de Saint-Brieuc et Tréguier de 1906 à 1923.

## Biographie

### Dates de son ministère
Il fut :
- Ordonné prêtre à Amiens le 20 décembre 1873
- Nommé Évêque de Saint-Brieuc et Tréguier le 13 juillet 1906
- Sacré dans la cathédrale de Saint-Brieuc le 26 août 1906
- Il meurt le 9 janvier 1923, à l’âge de 72 ans.
- Il a souhaité être inhumé dans la chapelle N.D. de la Fontaine de Saint-Brieuc, près de son prédécesseur Pierre-Marie-Frédéric Fallières[2].

### Historique de son épiscopat[3],[4]
À peine devenu évêque, il subit l’expulsion de son palais épiscopal (décembre 1906), puis celle du Grand Séminaire et des petits séminaires de Tréguier et Plouguernével.
Il fait face aux problèmes les plus urgents : il trouve des lieux d’accueil pour les religieuses expulsées ; il transfère le petit séminaire de Tréguier à Lannion (1907) et celui de Plouguernével à Campostal-Rostrenen (1910). Les grands séminaristes sont dispersés dans la ville de Saint-Brieuc.
Il assure de nouvelles ressources à l’Église diocésaine par la fondation du Denier de l'Église. Libéré du Concordat, il envisage de nouvelles paroisses (Ste Anne de Robien, 1911 – Sacré-Cœur des Villages, érigée quelques années après sa mort, en 1927). De 1910 à 1914, il suscite 72 missions paroissiales. Et il encourage la Communion des petits enfants.
Lors de la guerre 14-18, parce qu'il est. né dans la Somme, Morelle est particulièrement meurtri par ce conflit qui s’acharne cruellement sur sa terre natale. Il se rend régulièrement à la gare avec les autorités civiles et militaires pour réconforter les soldats partant au front, pour accueillir les réfugiés belges ou français de la région du Nord, et pour l’arrivée des trains de blessés, dirigés vers les hôpitaux de l’arrière

## Distinctions
- Chevalier de la Légion d'honneur (6 septembre 1922)[5],[6]
- Commandeur de l'ordre de Léopold II (Belgique)

## Armes
Coupé : au 1 d'azur à l'Esprit-Saint s'essorant sur une mer de sinople, au 2 de gueules au calice d'or à l'hostie issante d'argent, à la bordure d'hermines. L'écu est surmonté de la croix, de la mitre et de la crosse.

## Devises
Ut anima Patris : Comme l'âme du père.
Dre nerz ar spered glan : Par la force de l'Esprit pur.